# 让维尔 (卡尔瓦多斯省)
让维尔（法語：Janville，法語發音：[ʒɑ̃vil] ⓘ）是法国卡尔瓦多斯省的一个市镇，属于卡昂区。

## 地理
让维尔（49°9'47"N, 0°9'40"W）面积4.44 平方千米，位于法国诺曼底大区卡爾瓦多斯省，该省份为法国西北部沿海省份，北濒大西洋英吉利海峡，东北与滨海塞纳省以海上边界相接，东临厄尔省，南至奧恩省，西与芒什省接壤。
与让维尔接壤的市镇（或旧市镇、城区）包括：阿尔让斯、圣佩、圣皮埃尔迪容凯、特罗阿恩、维蒙。

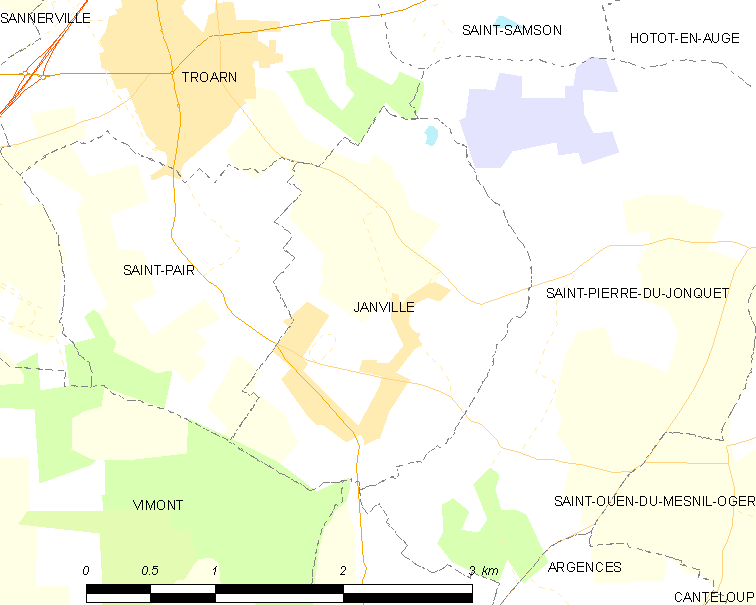
的OSM定位图

让维尔的时区为UTC+01:00、UTC+02:00（夏令时）。

## 行政
让维尔的邮政编码为14670，INSEE市镇编码为14344。

## 政治
让维尔所属的省级选区为特罗阿恩县。

## 人口

1962-2008年间人口变化图示

让维尔于2022年1月1日时的人口数量为385人。